# Sumitomo Electric Industries
Sumitomo Electric Industries (住友電気工業, Sumitomo Denki Kogyo) é um dos principais fabricantes de fios elétricos e cabos de fibra óptica no Japão. Ele mantém a liderança na quota de mercado de cabos elétricos dentro do Japão. Sua sede está em Chuo, Osaka, Japão. As ações da empresa estão listadas na primeira seção do Tokyo, Osaka, Nagoya e Bolsas de Valores, e a Bolsa de Valores de Fukuoka. No período encerrado em março de 2006, a empresa registrou vendas consolidadas de 2.007.134.000.000 ienes japonês.